# Lowie Nulens
Lowie Nulens (* 16. Januar 2006 in Kortessem) ist ein belgischer Spezialist für Kurzzeitdisziplinen im Bahnradsport.

## Sportlicher Werdegang
Lowie Nulens begann mit dem Radsport als BMX-Fahrer. Im 2023 eröffneten Velodroom Limburg drehte er erste Runden auf einer Radrennbahn und kam auf den Geschmack am Bahnradsport.
2024 wurde Lowie Nulens zu den Junioren-Bahnweltmeisterschaften im chinesischen Luoyang entsandt, wo er im Keirin (12.), Sprint (18.) und im Teamsprint (5.) an den Start ging. Bei den belgischen Meisterschaften wurde er nationaler Meister der Elite in Sprint und Keirin, bei den Bahnradsport-Europameisterschaften 2025 Neunter im Keirin. Dabei fuhr das belgische Teamsprint-Trio mit Nulens, Runar De Schrijver und Mathijs Verhoeven mit 44,938 Sekunden belgischen Rekord. Beim International Belgian Track Meeting im April 2025 im Vlaams Wielercentrum Eddy Merckx in Gent stellte Nulens mit 9,855 Sekunden ebenfalls einen belgischen Rekord über 200 Meter auf.
Belgische Medien belegten ihn mit dem Beinamen Komeet van Kortessem.
Bei den U23-Europameisterschaften in Sangalhos, Portugal, errang Nulens Silber im Sprint und Bronze im Keirin.

## Berufliches
Lowie Nulens ist Student der Ingenieurwissenschaften an der Universität Hasselt.

## Erfolge

### Bahn
2024/2025
- Belgischer Meister – Sprint,[6] Keirin[7]

2025
- U23-Europameisterschaft — Sprint
- U23-Europameisterschaft — Keirin